# Ціянгсін
Ціянгсін (еде. Čư Yang Sin, «ворота в рай») — вершина і одноіменний гірський хребет в провінції Даклак, В'єтнам. При висоті 2442 м вона є найвищою вершиною в Даклаку.
Вершина розташована на території національного парку Ціянгсін площею 58 000 га з багатою флорою і фауною. Біля підніжжя гори є туристичні дивогляди — водоспад Кронгкмар та річка Кронгана.

## Довідка
1. ↑  GEOnet Names Server — 2018.
2. ↑  La Gi - це "la di", Cu Kuin - 'chu Quynh'.
3. ↑  Tập bản đồ hành chính Việt Nam. Nhà xuất bản Tài nguyên – Môi trường và Bản đồ Việt Nam. Hà Nội, 2013.
4. ↑  Bản đồ tỷ lệ 1:50.000 tờ D-49-85-B. Cục Đo đạc và Bản đồ Việt Nam, 2013.
5. ↑  Hoà mình vào thiên nhiên hùng vĩ trên dãy núi Chư Yang Sin. Du lịch Việt Nam, 31/03/2019. Truy cập 21/01/2022.

| В'єтнам | Це незавершена стаття з географії В'єтнаму. Ви можете допомогти проєкту, виправивши або дописавши її. |